# Jean-Bernard Pommier
Pour les articles homonymes, voir Pommier (homonymie).
Jean-Bernard Pommier, né le 17 août 1944 à Béziers, est un pianiste et chef d'orchestre français.

## Biographie
Jean-Bernard Pommier étudie le piano en privé avec Yves Nat, puis au Conservatoire national supérieur de Paris avec Pierre Sancan, et la direction d'orchestre avec Eugène Bigot.
Il remporte le Concours international de jeunes musiciens de Berlin, puis, à 17 ans, il est le plus jeune finaliste au Concours international Tchaïkovski de 1962.
Il se produit dans des récitals et en soliste avec de nombreux orchestres réputés et dans le cadre de plusieurs festivals européens.
En musique de chambre, il a collaboré notamment avec Isaac Stern, Itzhak Perlman… et avec les quatuors Guarneri et Vermeer.
Il a enregistré la Sonate pour deux pianistes de Claude Bolling avec l'auteur en 1972.
Jean-Bernard Pommier a été directeur artistique de l'Orchestre symphonique royal du Nord (en) et de l'Orchestra Filarmonica de Turin (it).
En 2006, il est nommé directeur artistique du festival de Menton.

## Discographie sélective
- Chopin : Sonate pour piano no 3 op.58, Fantaisie op 49, Andante spianato et Grande Polonaise brillante op. 22 (Apex-Warner 1994)
- Francis Poulenc : Concerto pour deux pianos avec Anne Queffélec et London Sinfonia, dir. Richard Hickox (Virgin)
- Schumann récital : Adagio et Allegro op.70, 3 Romances op.94… avec Maurice Bourgue (2006)
- Variations sérieuses de Mendelssohn, Novelettes de Schumann, Intermezzi de Brahms, Préludes de César Franck, Ballades de Gabriel Fauré (2 CD Virgin 2005)
- Concerto pour piano nº 1 de Tchaïkovski et Concerto pour piano nº 2 de Rachmaninov, dir. Lawrence Foster (Virgin 2005)
- Mozart :
  - Concertos pour piano no 21 (K. 467) et 23 (K. 488) avec le Sinfonia Varsovia (EMI/ Virgin Classics 2006)
  - Sonates pour piano K. 310, 331, 333 (EMI/ Virgin Classics 2009)
  - Mozart, intégrale des sonates pour piano M&C Records (Enregistrement réalisé au Château de Malesherbes en août 1982)
  - Concertos pour piano no 25 (K. 503) et 26 (K. 537) avec l'Orchestre Philharmonia (Erato / Warner)
- Beethoven : les 32 sonates pour piano (Erato puis Warner 2006, 10 CD)
- Debussy : Pour le piano, Children's Corner, Estampes, Arabesques, L'Isle joyeuse (EMI/Virgin Classics 2009)